# Xanthochlorus silaceus
Xanthochlorus silaceus är en tvåvingeart som beskrevs av Chandler och Negrobov 2008. Xanthochlorus silaceus ingår i släktet Xanthochlorus och familjen styltflugor. Inga underarter finns listade i Catalogue of Life.